# 愛氏擬白魚
愛氏擬白魚（学名：Alburnoides emineae）為輻鰭魚綱鯉形目雅羅魚科擬白魚屬的其中一種，分布於亞洲土耳其Beyazsu河流域，體長可達7.6公分，棲息在水質清澈、流動快速、礫石底質的河川底中層水域，生活習性不明。

## 扩展阅读
維基物種上的相關：愛氏擬白魚